# Pachycladon
Pachycladon es un género de fanerógamas de la familia Brassicaceae. Comprende cuatro especies. 

## Especies
- Pachycladon crenatus
- Pachycladon elongatum
- Pachycladon glabra
- Pachycladon novae-zelandiae

- Datos: Q5198792
- Multimedia: Pachycladon / Q5198792
- Especies: Pachycladon